# David Fabrizio
David Fabrizio is een Amerikaans acteur.

## Carrière
Fabrizio begon in 1994 met acteren in de televisieserie The Young and the Restless, waarna hij nog meerdere rollen speelde in televisieseries en films. Hij heeft onder andere gespeeld in Superman Returns (2006), Get Smart (2008), Desperate Housewives (2006-2009) en Scorpion (2014-2016).

## Filmografie

### Films
Uitgezonderd korte films.
- 2018 Vice - als Lawrence Wilkerson
- 2013 The Advocates - als rechercheur
- 2011 Son of Morning - als dr. Villinger
- 2008 Get Smart - als piloot
- 2007 Rendition - als William Dixon
- 2006 Superman Returns - als Brutus
- 2002 X2 - als Oval Office agent Fabrizio
- 1999 Little Indiscretions - als pastoor Donovan
- 1999 Storm Catcher - als SP Douglas
- 1998 Hurlyburly - als winkelmanager
- 1998 Gods and Monsters - als fotograaf
- 1997 Murder, She Wrote: South by Southwest - als nieuwslezer
- 1997 Tidal Wave: No Escape - als radio officier
- 1996 Mary & Tim - als Bradey

### Teelvisieseries
Uitgezonderd eenmalige gastrollen.
- 2014-2016 Scorpion - als Merrick - 8 afl.
- 2006-2009 Desperate Housewives - als rechercheur Collins - 6 afl.
- 2004-2006 24 - als agent - 2 afl.

- Library of Congress Control Number: no2017031969
- Virtual International Authority File: 8523148997616759870000
- WorldCat: E39PBJjtd4tjDRyhyBDYW7WVYP